# مسجد الفاتح (دراس)
مسجد الفاتح ((بالألبانية: Xhamia e Fatihut)‏) هو نصب ثقافي تذكاري من ألبانيا، يقع في دراس. تم بناؤه في عام 1502 وسمي باسم السلطان محمد الفاتح. أغلق من قبل السلطات الشيوعية، أصبح من النصب الثقافية التذكارية في عام 1973. هدمت مئذنته ثم أعيد بناؤها في أسلوب بسيط بعد أن انتهت الدكتاتورية الشيوعية.